# علانور-۳
علانور-۳ (به انگلیسی: Alanallur-III) یک منطقهٔ مسکونی در هند است که در کرالا واقع شده‌است.

## خصوصیات
علانور-۳ ۱۹٬۵۷۵ نفر جمعیت دارد.